# Диктатура пролетариата
Диктату́ра пролетариа́та — в марксистской теории наиболее демократическая из всех существующих форм политической власти, обеспечивающая коллективную власть пролетариата как общественного класса.
В качестве практической формы осуществления диктатуры пролетариата марксизм традиционно рассматривает политическую систему, основанную на власти непосредственных собраний трудящихся и Советов, состоящих из избираемых рабочими (как правило, на собраниях трудовых коллективов предприятий) делегатов (депутатов), которые подконтрольны своим избирателям, несут перед ними ответственность, подчиняются их наказам, могут быть отозваны и переизбраны в любой момент. Советы при этом осуществляют одновременно законодательную, исполнительную и судебную власти. 
Диктатура пролетариата, согласно марксистской теории, создаётся рабочим классом в процессе революции для обобществления средств производства и подавления сопротивления общественного класса капиталистов. По мнению Ф. Энгельса и В. И. Ленина, диктатура пролетариата перестаёт быть государством после того, как обобществит средства производства и, тем самым, уничтожив разделение общества на классы, потеряет характер аппарата подавления одного общественного класса другим.
Существует мнение, что одна из форм диктатуры пролетариата впервые была применена на практике в дни Парижской коммуны. Также существует точка зрения, что диктатура пролетариата существовала в СССР, однако её оппоненты утверждают, что советский пролетариат был отчуждён от власти партийной номенклатурой и не оказывал фактического влияния на политику. Существуют и менее однозначные оценки, полагающие, что диктатура пролетариата существовала в Советской России, а также СССР в ранний период его существования (1920-е годы), но позже была вытеснена или заменена властью партийного аппарата (см. раздел Вопрос о диктатуре пролетариата в СССР).

## Появление термина
Термин «диктатура пролетариата» появился в середине XIX века. Первое известное использование термина — в работе Карла Маркса «Классовая борьба во Франции с 1848 по 1850 годы» (написана в январе — марте 1850 года):

Этот социализм есть объявление непрерывной революции, классовая диктатура пролетариата как необходимая переходная ступень к уничтожению классовых различий вообще, к уничтожению всех производственных отношений, на которых покоятся эти различия, к уничтожению всех общественных отношений, соответствующих этим производственным отношениям, к перевороту во всех идеях, вытекающих из этих общественных отношений (т. 7, с. 91).

Во всех 50 томах (в 54 книгах) 2-го издания сочинений Карла Маркса и Фридриха Энгельса, составляющего в общей сложности около 45 тысяч страниц, термин «диктатура пролетариата» был употреблён всего семь раз: Маркс употребил его четыре раза, Энгельс — три. Оба они никак не конкретизировали это словосочетание и не написали по отдельности или вместе о диктатуре пролетариата ни одной специальной статьи. В Манифесте коммунистической партии (1847 год) Маркс и Энгельс, хотя и не используя собственно термина «диктатура пролетариата», изложили основные положения концепции:

Первым шагом в рабочей революции является превращение пролетариата в господствующий класс, завоевание демократии. Пролетариат использует своё политическое господство для того, чтобы вырвать у буржуазии шаг за шагом весь капитал, централизовать все орудия производства в руках государства, то есть пролетариата, организованного как господствующий класс, и возможно более быстро увеличить сумму производительных сил".

В переходный период неограниченная власть, по теории Маркса, будет употреблена на то, чтобы перестроить общественные отношения на социалистических началах, то есть передать средства производства в общественную собственность, а также подавить сопротивление прежнего правящего класса:
«Классовое господство рабочих над сопротивляющимися им прослойками старого мира должно длиться до тех пор, пока не будут уничтожены экономические основы существования классов».
1 января 1852 года журналист Иосиф Вейдемейер опубликовал статью «Диктатура пролетариата» в газете New York Times. В «Письмо Вейдемейеру» от 5 марта того же года Маркс писал, что он доказал, в частности, «что классовая борьба необходимо ведёт к диктатуре пролетариата» и что «эта диктатура сама составляет лишь переход к уничтожению всяких классов и к обществу без классов». Маркс считал «диктатуру пролетариата» единственно возможной и неизбежной формой пролетарской власти. Он полагал, что:
- в любом классовом обществе существует диктатура правящего класса, в том числе в капиталистическом, где диктатуру осуществляет класс буржуазии;
- буржуазия не отдаст власть над государством ненасильственным путём;
- следовательно, взятие власти пролетариатом будет возможно лишь насильственным путём;
- диктатура пролетариата будет подавлять попытки эксплуататорских классов вернуть себе власть вплоть до исчезновения классов[5], противоречия между которыми являются исторической причиной возникновения государства, насилия и террора.

Примером практической реализации концепции диктатуры пролетариата Маркс считал Парижскую коммуну. Того же мнения придерживался Энгельс и впоследствии Ленин. Парижская коммуна стала важным символом пролетарской борьбы в идеологии СССР и других социалистических государств.

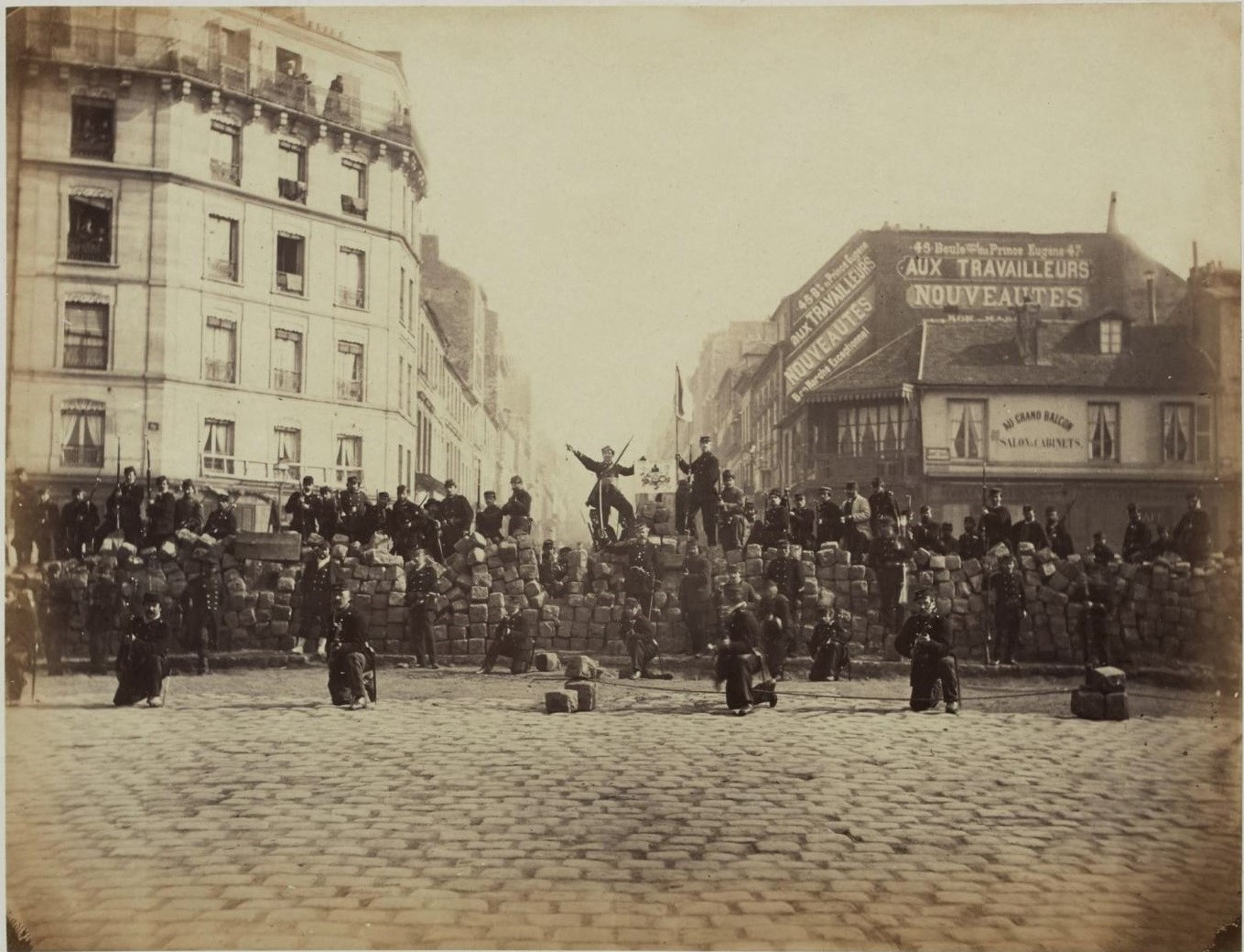
Баррикада защитников Парижской коммуны 18 марта 1871 г.

Положение о диктатуре пролетариата, уточнение её места в историческом процессе изложено в «Анти-Дюринг» Фридриха Энгельса (1876—1878 годов) и в «Критике Готской программы» Карла Маркса (1875 год), в которой Маркс делал вывод:

Между капиталистическим и коммунистическим обществом лежит период революционного превращения первого во второе. Этому периоду соответствует и политический переходный период, и государство этого периода не может быть ничем иным, кроме как революционной диктатурой пролетариата.

В своём произведении «Анти-Дюринг» (1878 год) Фридрих Энгельс дополняет это утверждение, говоря, что диктатура пролетариата будет являться государством (то есть аппаратом подавления одного общественного класса другим) только до тех пор, пока не осуществит обобществление средств производства, тем самым не уничтожив разделение общества на классы:

Первый акт, в котором государство выступает действительно как представитель всего общества — взятие во владение средств производства от имени общества, — является в то же время последним самостоятельным актом его, как государства. Вмешательство государственной власти в общественные отношения становится тогда в одной области за другою излишним и само собою засыпает. Место правительства над лицами заступает распоряжение вещами и руководство процессами производства. Государство не «отменяется», оно отмирает.

Ленин, согласившись с этим утверждением Энгельса, высказал идею о том, что диктатура пролетариата уже сама по себе не является государством в прямом смысле этого слова, так как, в отличие от всех ранее существовавших государств, обеспечивает не власть угнетателей над угнетёнными, а, наоборот, власть бывших угнетённых над угнетателями:

«Коммуна не была уже государством в собственном смысле» — вот важнейшее, теоретически, утверждение Энгельса. После изложенного выше, это утверждение вполне понятно. Коммуна переставала быть государством, поскольку подавлять ей приходилось не большинство населения, а меньшинство (эксплуататоров).

Во второй половине XIX века среди европейских марксистов распространилось мнение о возможности и предпочтительности мирного перехода к социализму без диктатуры пролетариата, с помощью процедур буржуазной республики (см. Эдуард Бернштейн и Карл Каутский). Эта точка зрения вызвала резкие возражения Ленина.

### Концепция в «Государстве и революции»
Развивая идею диктатуры пролетариата в работе «Государство и революция», В.И. Ленин, вслед за Марксом и Энгельсом, ориентируется на опыт Парижской коммуны. Он выделяет в её политическом строе ряд наиболее важных, с его точки зрения, принципов:

#### Уничтожение постоянной армии
Ленин последовательно даёт положительную оценку опыту всеобщего вооружения народа. К примеру, цитируя «Гражданскую войну во Франции» К. Маркса, он замечает, что требование «уничтожения постоянного войска и замены его вооружённым народом» является (в момент написания, то есть в августе — сентябре 1917 года) обязательным пунктом программы всех партий, которые только хотят называться социалистическими:

Первым декретом Коммуны было уничтожение постоянного войска и замена его вооруженным народом.
Это требование стоит теперь в программах всех, желающих называться социалистическими, партий. Но чего стоят их программы, лучше всего видно из поведения наших эсеров и меньшевиков, на деле отказавшихся как раз после революции 27 февраля от проведения в жизнь этого требования!.

В одном из мест Ленин говорит о диктатуре пролетариата как о власти самих вооружённых рабочих:

Организуем крупное производство, исходя из того, что уже создано капитализмом, сами мы, рабочие, опираясь на свой рабочий опыт, создавая строжайшую, железную дисциплину, поддерживаемую государственной властью вооруженных рабочих, сведем государственных чиновников на роль простых исполнителей наших поручений, ответственных, сменяемых, скромно оплачиваемых «надсмотрщиков и бухгалтеров» (конечно, с техниками всех сортов, видов и степеней) — вот наша, пролетарская задача…

А мы пойдем на раскол с этими изменниками социализму и будем бороться за разрушение всей старой государственной машины, так чтобы сам вооруженный пролетариат был правительством.

Эту мысль он раскрывает в другом отрывке, поясняя, что опорой диктатуры пролетариата должна быть сама «вооружённая сила масс» — по видимому, не армия и полиция, то есть так называемые им «особые отряды вооружённых людей», а сами вооружённые граждане, «самодействующая вооружённая организация населения»:

Учение о классовой борьбе, примененное Марксом к вопросу о государстве и о социалистической революции, ведет необходимо к признанию политического господства пролетариата, его диктатуры, то есть власти, не разделяемой ни с кем и опирающейся непосредственно на вооруженную силу масс.

#### Полная выборность и сменяемость всех должностных лиц
Комментируя отрывки из произведений Маркса и Энгельса об опыте Парижской коммуны, Ленин многократно высказывается о необходимости выборности (причём, на основе всеобщего избирательного права, которое на момент написания работы отсутствовало в большинстве европейских государств) всех должностных лиц, которое дополнялось бы возможностью избирателей в любой момент отозвать и переизбирать выбранных ими представителей. 

Энгельс подчеркивает ещё и ещё раз, что не только в монархии, но и в демократической республике государство остается государством, то есть сохраняет свою основную отличительную черту: превращать должностных лиц, «слуг общества», органы его в господ над ним.
«Против этого, неизбежного во всех существовавших до сих пор государствах, превращения государства и органов государства из слуг общества в господ над обществом Коммуна применила два безошибочных средства. Во-первых, она назначала па все должности, по управлению, по суду, по народному просвещению, лиц, выбранных всеобщим избирательным правом, и притом ввела право отозвать этих выборных в любое время по решению их избирателей…».

В другом месте «Государства и революции» Ленин назвал этот принцип одной из тех особенностей политического строя Коммуны (и диктатуры пролетариата вообще), которые делают её явлением «принципиально иного рода» по сравнению с демократией буржуазной республики:

Итак, разбитую государственную машину Коммуна заменила как будто бы «только» более полной демократией: уничтожение постоянной армии, полная выборность и сменяемость всех должностных лиц. Но на самом деле это «только» означает гигантскую замену одних учреждений учреждениями принципиально иного рода. Здесь наблюдается как раз один из случаев «превращения количества в качество»: демократия, проведенная с такой наибольшей полнотой и последовательностью, с какой это вообще мыслимо, превращается из буржуазной демократии в пролетарскую.

#### Оплата труда должностных лиц «заработной платой рабочего»
Также вслед за Марксом и Энгельсом, он повсеместно указывает на введение в Парижской коммуне принципа оплаты труда должностных лиц «заработной платой рабочего», выступает за упразднение должностных привилегий в виде высокого жалованья и выделяет эту меру в качестве одного из важнейших принципов диктатуры пролетариата:

«А во-вторых, она платила всем должностным лицам, как высшим, так и низшим, лишь такую плату, которую получали другие рабочие. Самое высокое жалованье, которое вообще платила Коммуна, было 6000 франков. Таким образом была создана надежная помеха погоне за местечками и карьеризму, даже и независимо от императивных мандатов депутатам в представительные учреждения, введенных Коммуной сверх того»…
Энгельс подходит здесь к той интересной грани, где последовательная демократия, с одной стороны, превращается в социализм, а с другой стороны, где она требует социализма. Ибо для уничтожения государства необходимо превращение функций государственной службы в такие простые операции контроля и учёта, которые доступны, подсильны громадному большинству населения, а затем и всему населению поголовно. А полное устранение карьеризма требует, чтобы «почетное», хотя и бездоходное, местечко на государственной службе не могло служить мостиком для перепрыгиванья на высокодоходные должности в банках и в акционерных обществах, как это бывает постоянно во всех свободнейших капиталистических странах.

#### Исключение эксплуататоров из демократии
В «Государстве и революции» озвучивается идея о том, что диктатура пролетариата требует «исключения из демократии» представителей эксплуататорского класса. Впоследствии эта идея, вероятно, нашла отражение в политической системе СССР в виде явления лишенцев — граждан, лишённых права голоса из-за принадлежности к привилегированным общественным слоям царской России.

Демократия для гигантского большинства народа и подавление силой, то есть исключение из демократии, эксплуататоров, угнетателей народа, — вот каково видоизменение демократии при переходе от капитализма к коммунизму.

## Вопрос о диктатуре пролетариата в СССР

### Концепция диктатуры пролетариата через диктатуру партии

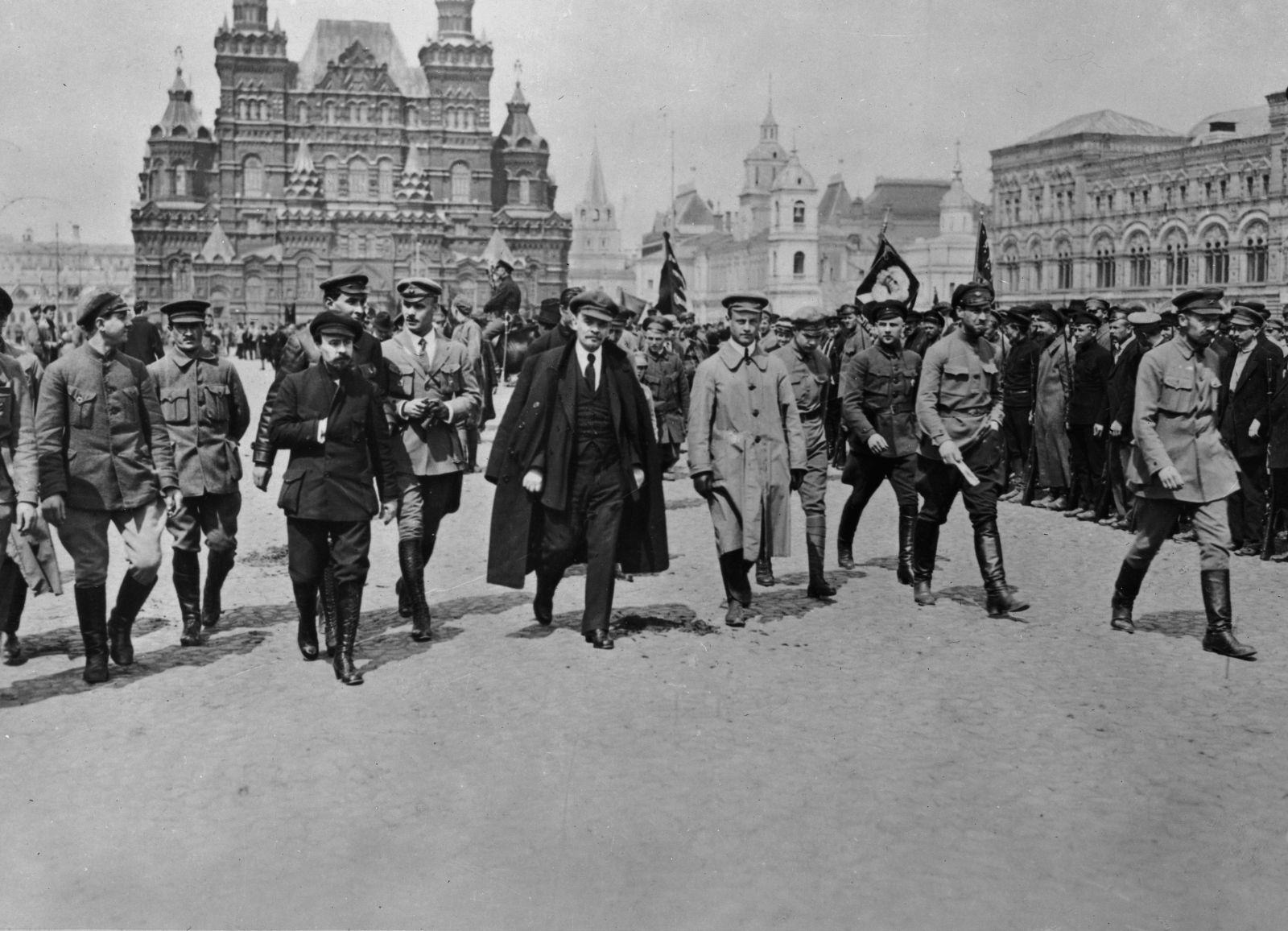
Ленин в центре Москвы, май 1919 года

Существует мнение, что диктатура пролетариата была осуществлена на практике в первоначальный период существования (или в весь период существования) СССР в виде власти коммунистической партии, осуществлявшей диктатуру от имени пролетариата, даже при том, что сам пролетариат от власти был отстранён. Среди марксистов-сторонников советского опыта распространена идея о том, что диктатура пролетариата выражается не в непосредственной власти пролетариата как общественного класса, а во власти «пролетарской партии», действующей в интересах пролетариата.

### Концепция диктатуры пролетариата через власть Советов
И. В. Сталин, вслед за В. И. Лениным, высказывал иную точку зрения, заявляя, что власть рабочих и крестьянских Советов в СССР реальна, и Советское государство может быть названо диктатурой пролетариата только благодаря этому обстоятельству. В работе «К вопросам ленинизма» он писал о недопустимости отождествления власти партии с диктатурой пролетариата:

Но как можно ставить на этом основании знак равенства между диктатурой пролетариата и «диктатурой» партии, между советской системой и «диктатурой» партии? Ленин отождествлял систему Советов с диктатурой пролетариата, и он был прав, ибо Советы, наши Советы, являются организацией сплочения трудящихся масс вокруг пролетариата при руководстве партии. Но когда, где, в каком своем труде ставил знак равенства Ленин между «диктатурой» партии и диктатурой пролетариата, между «диктатурой» партии и системой Советов, как это делает теперь Зиновьев?

### Мнение об отсутствии в СССР власти Советов и, таким образом, диктатуры пролетариата
Само существование власти Советов в СССР ставилось под сомнение многими марксистскими теоретиками. В основном такое положение в выдвинутых ими концепциях связывается с переходом политической власти к бюрократии и Коммунистической партии в целом, тенденции к которому подмечались ещё в первые послереволюционные годы. Так, сам Ленин в одном из выступлений 1921 года отметил, что сложившаяся политическая система является «рабочим государством с бюрократическим извращением». Более того, говоря о нарушении в Советском государстве принципа оплаты труда госслужащих «заработной платой рабочего», который применялся в Парижской коммуне и на котором он настаивал в «Государстве и революции», Ленин называет происходящее «отходом от всякой пролетарской власти»:

Нам пришлось теперь прибегнуть к старому, буржуазному средству и согласиться на очень высокую оплату «услуг» крупнейших из буржуазных специалистов. <…> Ясно, что такая мера есть компромисс, отступление от принципов Парижской Коммуны и всякой пролетарской власти, требующих сведения жалований к уровню платы среднему рабочему…

По-своему развивая эту мысль, сторонники Льва Троцкого и Левой оппозиции считали, что в период 1923−1929 годов власть в Советском Союзе была захвачена «бюрократической прослойкой». Она, согласно Троцкому, отстранила от власти рабочий класс, лишь на словах продолжая декларировать диктатуру пролетариата. Согласно данной теории, возвращение власти к пролетариату могло осуществиться лишь в ходе новой «политической революции», которая свергла бы бюрократию, не изменяя экономического строя, то есть «имеющегося в СССР социалистического базиса». Таким образом, троцкизм рассматривает СССР в качестве «рабочего государства без диктатуры пролетариата», то есть «бюрократически деформированного».
Некоторые теоретики марксизма полагают, что отсутствие власти советов и, таким образом, диктатуры пролетариата вполне означало создание в Советской России нового буржуазного государства. Роза Люксембург в работе «О социализме и русской революции» высказала мнение о том, что в РСФСР уже к 1918 году сложилась «буржуазная диктатура коммунистической партии над пролетариатом»:

Итак, по сути — это хозяйничанье клики; правда, это диктатура, но не диктатура пролетариата, а диктатура горстки политиков, то есть диктатура в чисто буржуазном смысле.

Схожей точки зрения придерживались Антон Паннекук и сторонники коммунизма рабочих советов, троцкистский идеолог Тони Клифф, а также теоретики и последователи анархо-коммунизма и анархо-синдикализма, продолжающие критиковать СССР за «упразднение власти Советов», отход от демократии и самоуправления, также заявляя, что установление диктатуры партии означало переход в её руки прав управления национализированными предприятиями, их продажи и распоряжения извлекаемыми из них прибылями — то есть, фактически, основных правомочий собственника. Это, с их точки зрения, фактически делало правящую коммунистическую партию (в иных формулировках — всю государственную бюрократию) коллективным капиталистом, владельцем большинства средств производства в СССР, де-факто эксплуатировавшим наёмный труд.

### Вопрос периодизации диктатуры пролетариата в СССР

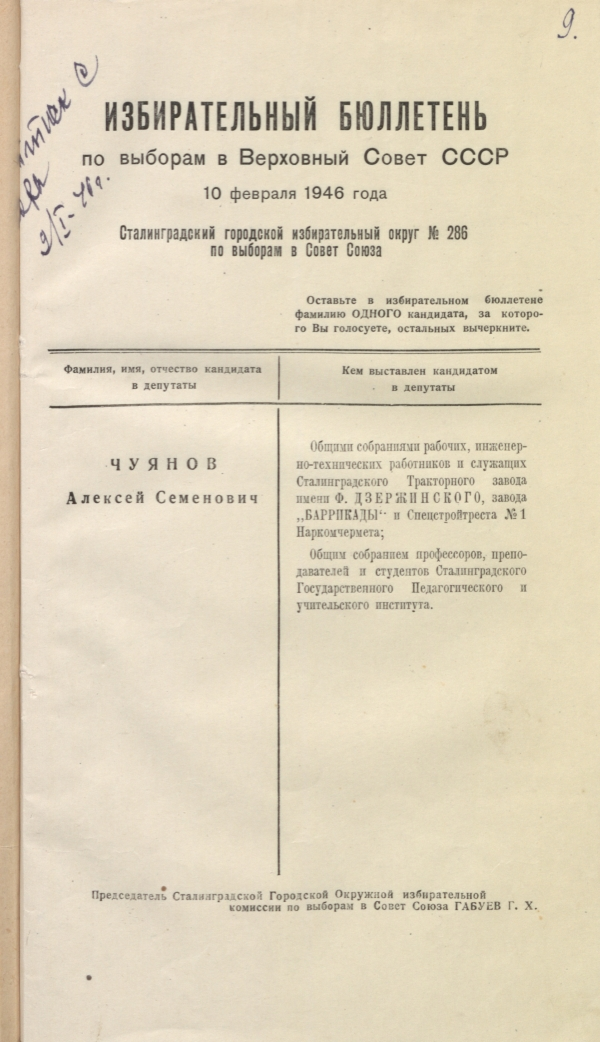
Безальтернативный избирательный бюллетень в СССР: чтобы проголосовать, нужно вычеркнуть всех, кроме одного при том, что вариант только один

Марксисты, придерживающиеся идеи о равнозначности диктатуры пролетариата и диктатуры пролетарской партии, как правило, отождествляют их с периодом с 1917 до 1953–1956 годы (до смерти И.В. Сталина и смены партийного курса на XX съезде, после чего КПСС, мнению представителей этого направления, перестаёт отражать интересы пролетариата и быть пролетарской), или с 1917 по 1985 годы (до начала Перестройки), или с 1917 по 1991 годы (весь период нахождения Коммунистической партии у власти).
Идейные течения, поднимающие вопрос об узурпации власти Советов бюрократией или Коммунистической партией, также приводят разные датировки протекания этого процесса. Левые коммунисты, анархо-коммунисты и анархо-синдикалисты полагают, что становление диктатуры РКП(б) происходило в 1917-1918 годах. Такую точку зрения, к примеру, высказывает Александр Шубин, российский историк анархических взглядов. Обычно подмечается, что этот процесс вызывал сопротивление рабочих и крестьян ещё в ходе Гражданской войны (см. Зелёное движение, Повстанческое движение на Украине, Кронштадтское восстание). В этот период, действительно, получают ограниченную популярность лозунги «советов без большевиков» или «вольных советов», выражавшие протест политическому давлению правительства на Советы, а также имевшему место роспуску некоторых из них.
Троцкисты придерживаются обратной точки зрения и не оспаривают факт власти Советов в течение Гражданской войны, говоря о её «узурпации бюрократией» в течение 1920-х годов. Завершающим аккордом процессе отчуждения Советов от политической власти нередко называется 1936 год — год принятия «Сталинской конституции», которая, по замечаниям многих авторов, включая философа Михаила Попова, фактически исключила практику императивного мандата из советской политической системы. Действительно, с 1936 по 1959 годы самого законного порядка отзыва депутатов Верховного Совета СССР не существовало, а порядок, введённый впоследствии, фактически исключал возможность отзыва депутатов без согласия действующего Президиума Верховного Совета. Президиум был наделён правом рассматривать (и соответственно, отклонять) заявки о проведении голосования по вопросу отзыва, что лишало избирателей самостоятельности в осуществлении данного права.
Среди современных маоистов, полагающих власть советов неотъемлемым условием диктатуры пролетариата, распространено представление о существовании власти Советов до 1953-1956 годов, когда в ходе так называемого Мартовского переворота и XX Съезда КПСС она была узурпирована «бюрократической частью партии» с Н.С. Хрущёвым во главе. Установившуюся партийную диктатуру маоисты в качестве пролетарской не рассматривают, открыто называя её буржуазной, а экономический строй позднего (после 1956 года) СССР — так или иначе капиталистическим.

## «Диктатура пролетариата» и социал-демократия
К концу XIX века между марксистами произошло размежевание по признаку отношения к революционным аспектам теории. Сторонники ревизионизма подвергли учение Маркса, возникшее в середине XIX века, «ревизии», т. е. «пересмотру» на основании нового исторического опыта, накопленного за прошедшие с того времени годы. Наблюдая за практическим развитием капиталистических отношений, ревизионисты делали такие выводы:
- ставили под сомнение, как недоказанный, тезис Маркса о неизбежности социализма как более высокой степени развития общества;
- безусловно отвергалась теория о «диктатуре пролетариата», так как насильственный переворот становится бессмысленным, а социализм должен зародиться внутри демократического буржуазного общества и «мирно врасти» в него путём социальных реформ.

После Первой Мировой войны наименование социал-демократов сохранили за собой только последователи ревизионистского направления (см. Бернштейн и Каутский). Левое (радикальное, революционное) крыло социал-демократии стало основой коммунистического движения. Социал-демократы заявляли, что с течением времени пролетариат завоёвывает всё больше экономических и политических свобод. Из этого делался вывод, что только при условии соблюдения буржуазной демократии, а не её уничтожения, возможно завоевание пролетариатом господства, и что эта же демократия сделает невозможной «диктатуру буржуазии»:168—171. Однако подобные построения остались на теоретическом уровне. На практике, ни одна из реформистских партий не заявляла об окончательном установлении власти рабочего класса в своей стране ни до, ни после 1917 года. Впоследствии социал-демократия и вовсе отказалась от идеи завоевания пролетариатом власти через республиканские процедуры. На её место пришла концепция «государства всеобщего благосостояния».
После революции 1917 года в России, европейские реформисты подвергли политику большевиков и Советского правительства жёсткой критике. Уже в конце 1918 года в Вене вышла работа германского социал-демократа Карла Каутского «Die Diktatur des Proletariats», в которой он высказал мысли о том, что Маркс, рассуждая о «диктатуре пролетариата» вскользь и единожды, имел в виду «не „форму правления“, исключающую демократию, а состояние, именно: „состояние господства“», и что идеи революций и пролетарской диктатуры — продукт эпохи примитивного состояния рабочего движения, что пролетариат может освободить себя, лишь став большинством нации и достигнув в условиях «буржуазной демократии» достаточной зрелости и цивилизованности. Иными словами, Каутский отрицал необходимость в «диктатуре пролетариата» и утверждал, что в определённых обстоятельствах переход от капитализма к социализму возможен мирным, то есть легальным, путём, ссылаясь на то, что так же высказывался Маркс в 1872 году касательно пролетариата Великобритании и США.
Тезисы Каутского подверглись критике со стороны Ленина в его памфлете «Пролетарская революция и ренегат Каутский», в котором он обвинил Каутского в оппортунизме (то есть, соглашательстве с буржуазией). Ленин полагал: «в капиталистическом обществе, при сколько-нибудь серьёзном обострении заложенной в основе его классовой борьбы, не может быть ничего среднего, кроме диктатуры буржуазии или диктатуры пролетариата»:498, что «революционная диктатура пролетариата есть власть… не связанная никакими законами»:246, а «марксист лишь тот, кто распространяет признание борьбы классов до признания диктатуры пролетариата»:34. В III Интернационал, организуемый большевиками, согласно одному из условий приёма, могли входить лишь те партии, которые признавали верность теории о диктатуре пролетариата.
Не менее категорично-отрицательно оценивали диктатуру пролетариата и некоторые российские социал-демократы. Так, глава Временного правительства Северной области и революционер Николай Чайковский в «Декларации главы Архангельской области», написанной с «социал-демократических позиций» и изданной в феврале 1919 г., писал о созданной большевиками политической системе: «…Что же касается диктатуры пролетариата, то это только знамя. В сущности же это — диктатура кучки фанатиков…»:410

## Концепция диктатуры пролетариата в Советской России и СССР

### Теоретическое определение
В 1918 году, после получения практического опыта государственного управления, Ленин, дискутируя с социал-демократами, более активно акцентировал, что диктатура пролетариата не должна связывать себя законами:
...революционная диктатура пролетариата, как власть, завоёванная и поддерживаемая насилием пролетариата над буржуазией, не связанная никакими законами.
В дальнейшем («Детская болезнь «левизны» в коммунизме», 1920 год) Ленин развил понимание диктатуры пролетариата следующим образом:

Уничтожить классы значит не только прогнать помещиков и капиталистов — это мы сравнительно легко сделали — это значит также уничтожить мелких товаропроизводителей, а их нельзя прогнать, их нельзя подавить, с ними надо ужиться, их можно (и должно) переделать, перевоспитать только очень длительной, медленной, осторожной организаторской работой… Диктатура пролетариата есть упорная борьба, кровавая и бескровная, насильственная и мирная, военная и хозяйственная, педагогическая и администраторская, против сил и традиций старого общества.
— Ленин В. И. Детская болезнь «левизны» в коммунизме. — Полн. собр. соч.. — М.: Издательство политической литературы, 1967. — Т. 41. — С. 27. — 695 с.
Формулируя определение ленинизма, И. В. Сталин охарактеризовал его как «теорию и тактику пролетарской революции вообще, теорию и тактику диктатуры пролетариата в особенности». В 1925 году в речи перед слушателями Свердловского университета развил ленинское определение диктатуры пролетариата следующим образом:

Неправы товарищи, утверждающие, что понятие диктатуры пролетариата исчерпывается понятием насилия. Диктатура пролетариата есть не только насилие, но и руководство трудящимися массами непролетарских классов, но и строительство социалистического хозяйства, высшего по типу, чем хозяйство капиталистическое, с большей производительностью труда, чем хозяйство капиталистическое. Диктатура пролетариата есть:
1) неограниченное законом насилие в отношении капиталистов и помещиков, 2) руководство пролетариата в отношении крестьянства, 3) строительство социализма в отношении всего общества. Ни одна из этих трёх сторон диктатуры не может быть исключена без риска исказить понятие диктатуры пролетариата. Только все эти три стороны, взятые вместе, дают нам полное и законченное понятие диктатуры пролетариата.
— Сталин И. В. Вопросы и ответы. Речь в Свердловском университете 9 июня 1925 г.
Накануне принятия новой Конституции 1936 года, Сталин заявил об изменении классовой структуры общества в СССР. В связи с этим он, с одной стороны, указал на неприемлемость адресации термина «пролетариат» к рабочему классу СССР, а с другой — дважды акцентировал взаимозаменяемость терминов «диктатура» и способ «государственного руководства обществом»:

Буржуазные конституции молчаливо исходят из предпосылки о том, что … государственное руководство обществом (диктатура) должно принадлежать буржуазии…
…проект новой Конституции СССР исходит из того, что … государственное руководство обществом (диктатура) принадлежит рабочему классу как передовому классу общества.
— Сталин И. В. О проекте Конституции Союза ССР

### Практическое осуществление
После взятия власти большевики ликвидировали старый государственный аппарат и начали последовательно уничтожать и преобразовывать экономическую основу буржуазного класса, для «подрыва господства, авторитета, влияния буржуазии». Были национализированы все банки, распущена армия, которая заменялась «вооружением трудящихся», вся земля объявлялась «общенародным достоянием», все «леса, недра и воды общегосударственного значения, а равно и весь живой и мёртвый инвентарь, образцовые поместья и сельско-хозяйственные предприятия» национализировались, все «фабрики, заводы, рудники, железные дороги, прочие средства производства» переходили в собственность Советской Рабоче-Крестьянской Республики. Советская власть аннулировала все займы, заключённые старой властью.
Для лишения буржуазии возможности агитации и «уничтожении зависимости печати от капитала» все типографии передавались в руки рабочего класса. Все пригодные для проведения собраний помещения отбирались у их владельцев и передавались «в распоряжение рабочего класса и крестьянской бедноты».
Владимир Ленин полагал, что диктатура пролетариата необходима для подавления «бешеного сопротивления буржуазии». Считалось, что диктатура пролетариата обрела практическую форму в виде власти Советов.
По основному закону РСФСР 1918 года, права избирать и быть избранными в советы (основное право, дающее возможность гражданам принимать участие в управлении государством) лишались следующие категории лиц:

65. Не избирают и не могут быть избранными…:
а) лица, прибегающие к наёмному труду с целью извлечения прибыли;
б) лица, живущие на нетрудовой доход, как-то проценты с капитала, доходы с предприятий, поступления с имущества и т. п.;
в) частные торговцы, торговые и коммерческие посредники;
г) монахи и духовные служители церквей и религиозных культов;
д) служащие и агенты бывшей полиции, особого корпуса жандармов и охранных отделений, а также члены царствовавшего в России дома;
е) лица, признанные в установленном порядке душевнобольными или умалишёнными, а равно лица, состоящие под опекой:
ж) лица, осуждённые за корыстные и порочащие преступления на срок, установленный законом или судебным приговором.
— Конституция РСФСР 1918 года. Раздел четвертый. Активное и пассивное избирательное право
Таким образом по первой Конституции РСФСР существовала категория лишенцев. При этом сами выборы в высший орган власти — «Всероссийский Съезд Советов» — оставались, как и в царской России, непрямыми и неравными: корпус его депутатов избирался из представителей городских советов «по расчёту 1 депутат на 25 000 избирателей, и представителей губернских Съездов Советов, по расчету 1 депутат на 125 000 жителей»:Ст. 25. То есть городской пролетариат получал преимущество перед сельским населением, имеющим право голоса.
Параграф 23 Конституции РСФСР гласил:

Руководствуясь интересами рабочего класса в целом, Российская Социалистическая Федеративная Советская Республика лишает отдельных лиц и отдельные группы прав, которые пользуются ими в ущерб интересам социалистической революции.
— Конституция РСФСР 1918 года. Раздел второй. Общие положения
Согласно данным ЦСУ СССР, к буржуазным классам в 1913 году относилось 16,3 % от общей численности населения Российской империи, однако, на практике, в крупных промышленных и торговых центрах процент населения, подпадающего под п. 65 конституции, был значительно выше. Например, в Одессе, крупном коммерческом центре бывшей Российской империи, на выборах в городской совет в 1920 году до 30 % горожан оказались лишёнными права голоса.
В условиях экономической разрухи и роста преступности вводилась всеобщая трудовая повинность — «не трудящийся да не ест». После принятия конституции, закрепившей в виде основного закона лозунг «Кто не работает, тот не ест», был издан декрет «О трудовых книжках» (октябрь 1918 года). По этому декрету, все лица, подпадающие под статью 65 конституции (то есть те, кто был лишён всех прав), обязаны были получить «трудовые книжки». В них не реже одного раза в месяц должны были заноситься данные о выполнении возложенных на них «общественных работ и повинностей» (расчистка улиц от снега, заготовка дров и тому подобное).
Те, кто не был занят общественным трудом, обязаны были отмечаться один раз в неделю в милиции. Этим лицам было запрещено перемещаться по стране без этой книжки и, самое главное, без предъявления трудовой книжки с отметкой о произведённых работах невозможно было получить продовольственные карточки, что в условиях военного коммунизма было равносильно голодной смерти. Продовольственные и иные карточки, являвшиеся исключительным способом получения жизненных припасов для горожан, ввиду полного запрета свободной торговли, так же выдавались гражданам в зависимости от их социальной принадлежности. Так, в 1919 году в Петрограде насчитывалось 33 вида карточек, каждую из которых необходимо было ежемесячно обновлять — хлебные, молочные, обувные и так далее. Население было разбито на три категории: к первой относились рабочие, ко второй — служащие, к третьей — все те, кто по конституции был лишён всех прав. Размер пайка у первой категории был вчетверо больше, чем у третьей.
Для экономического уничтожения буржуазии все состоятельные классы были обложены единовременным «чрезвычайным налогом» — разовой контрибуцией в размере 10 миллиардов рублей. В счёт налога изымались деньги, ценности, предметы искусства.
Созданная Чрезвычайная комиссия наделялась правом внесудебных приговоров. ЧК сосредоточила в своих руках арест, следствие, вынесение приговора и его исполнение. Во время периода красного террора советское государство считало допустимым брать заложников из лиц, лишённых прав. Заложничество приняло большие масштабы. Даже в 1927 году, уже много позднее окончания гражданской войны, советская власть продолжала казнить заложников «именем диктатуры пролетариата». Сталин, отвечая на протесты западных социал-демократов по этому поводу, писал:

Что касается расстрела двадцати «сиятельных», то пусть знают враги СССР, враги внутренние, так же как и враги внешние, что пролетарская диктатура в СССР живёт и рука её тверда:351—352.
— «Правда» от 26 июня 1927 года
Профессор Д. И. Чесноков в своём труде «Исторический материализм» (М.: Мысль, 1964) отмечал: «Догматики и сектанты, распространяющие период диктатуры пролетариата на весь период социализма, по существу разделяют ошибочное положение Сталина об обострении классовой борьбы при социализме».

### Законодательное закрепление
Советское государство официально именовало себя «диктатурой пролетариата» после Октябрьской революции 1917 года. Первая конституция Советской России, принятая в июле 1918 года и названная «конституцией переходного момента», провозглашала своей основной задачей «установление диктатуры городского и сельского пролетариата и беднейшего крестьянства в виде мощной Всероссийской Советской власти в целях полного подавления буржуазии…»:Ст.9
Первая конституция СССР, принятая в 1924 году, называла образовавшееся союзное государство «диктатурой пролетариата». Тем не менее, Конституция 1936 года (так называемая «Сталинская конституция») провозгласила, что в СССР социализм победил и в основном построен. Это означало, что в стране официально уничтожена частная собственность на средства производства и эксплуататорские классы, а значит исчез и сам пролетариат, как класс эксплуатируемых и, следовательно, его диктатура, с помощью которой пролетариат удержал власть, — уже пройденный этап. Заявлялось, что в стране в основном победили социалистические производственные отношения, экономической основой провозглашалась плановая социалистическая система хозяйства, опирающаяся на социалистическую собственность в двух её формах — государственную и колхозно-кооперативную. При этом СССР продолжал официально оставаться государством диктатуры пролетариата.
Советское государство официально описывало себя с помощью концепции диктатуры пролетариата вплоть до XXII съезда КПСС (1961 год). Вместе с тем, уже в 1926-м году председатель Всероссийского центрального исполнительного комитета Михаил Калинин высказался о том, что со временем диктатура пролетариата должна быть заменена общенародным государством. На XXII съезде было провозглашено и внесено в программу партии, что в результате завершения строительства социализма диктатура пролетариата в СССР выполнила свою историческую роль и с точки зрения внутреннего развития перестала быть необходимой. Была введена новая концепция общенародного государства (всенародной социалистической демократии), в которую, как предполагалось, превратилось советское государство. Таким образом концепция диктатуры пролетариата в СССР была отвергнута.
В дальнейшем Конституция 1977 года провозгласила, что в СССР утверждено «развитое социалистическое общество», в связи с чем определение СССР как государства диктатуры пролетариата было официально заменено на «общенародное государство», «ведущей силой которого выступает рабочий класс. Выполнив задачи диктатуры пролетариата, Советское государство стало общенародным». При этом отмечалось, что «возросла руководящая роль Коммунистической партии — авангарда всего народа».

## Критика теории и практики диктатуры пролетариата
Марксистская концепция «диктатуры пролетариата» вызывала принципиальные возражения других левых теоретиков практически с момента своего обнародования. Так, Михаил Бакунин, — известный теоретик анархо-коллективизма, — начиная с 1860-х годов выступал против теории диктатуры пролетариата. Бакунин считал, что любая диктатура, даже революционная, таит в себе опасность авторитарного правления. Бакунин предупреждал:

Если взять самого пламенного революционера и дать ему абсолютную власть, то через год он будет хуже, чем сам Царь.
Оригинальный текст (англ.)If you took the most ardent revolutionary, vested him in absolute power, within a year he would be worse than the Tsar himself.

С точки зрения других левых критиков в марксизме отсутствовало понятие «партии нового типа». Учение марксизма-ленинизма о «партии нового типа» по сути свело диктатуру пролетариата к диктатуре революционной партии, контролирующей все стороны жизни общества, начиная с политики и экономики и кончая частной жизнью его членов. Видный теоретик социал-демократии Карл Каутский, говоря о диктатуре, установленной партией Ленина сразу после прихода к власти, писал: «…тот кто высказывается за диктатуру, а не за демократию, не смеет ссылаться на Маркса».
Каутский также указывал, что диктатура, как форма правления, неизбежно приводит к образованию слоя управляющих, которым и будет принадлежать вся власть. По мнению Каутского, в отсутствие демократии это неизбежно приведёт к подмене диктатуры пролетариата диктатурой над пролетариатом. Каутский писал:

…если мы говорим о диктатуре как о форме правления, мы не можем говорить о диктатуре класса, ибо […] класс может господствовать, а не управлять. Следовательно, если под диктатурой понимать […] форму правления, тогда можно говорить только о диктатуре одного лица или организации. Следовательно — не о диктатуре пролетариата, а диктатуре пролетарской партии. Но тогда […] пролетариат распадается на различные партии. Диктатура одной из них отнюдь уже не будет диктатурой пролетариата, но диктатурой одной части пролетариата над другой.

В сентябре 1918 года находясь в германской тюрьме Роза Люксембург написала статьи, изданные посмертно в 1922 году брошюрой под заглавием «Русская революция. Критическая оценка слабости», в которых предсказала, во что выльется подавление политических свобод ленинской «диктатурой пролетариата»:

С подавлением свободной политической жизни во всей стране жизнь и в Советах неизбежно всё более и более замирает. Без свободных выборов, без неограниченной свободы печати и собраний, без свободной борьбы мнений жизнь отмирает во всех общественных учреждениях, становится только подобием жизни, при котором только бюрократия остаётся действующим элементом… Господствует и управляет несколько десятков энергичных и опытных партийных руководителей. Среди них действительно руководит только дюжина наиболее выдающихся людей и только отборная часть рабочего класса время от времени собирается на собрания для того, чтобы аплодировать речам вождей и единогласно одобрять предлагаемые резолюции. Таким образом — это диктатура клики, несомненная диктатура, но не пролетариата, а кучки политиканов.
— Люксембург Р. Русская революция. Критическая оценка слабости. 1918
Исследователь советской политической системы Михаил Восленский указывал, что в окружении Ленина рабочих практически не было ни в годы подполья, ни после прихода к власти. Советским правительством руководили так называемые профессиональные революционеры, большинство из которых, как указывает Восленский, никогда не были рабочими. Анализируя практику управления в Советской России и СССР, Восленский заключает что диктатура действительно имела место, но это была диктатура не пролетариата, а класса управляющих, номенклатуры.
Эрнесто Че Гевара указывал, что диктатура пролетариата применяется в отношении не только разгромленного класса, но и в индивидуальном порядке в отношении отсталых, поражённых пороками капитализма представителей победившего класса, поскольку «Авангард идеологически более подготовлен по сравнению с массой, представление о новых ценностях которой ещё недостаточно полно».
Исследователи советской политической системы (Милован Джилас, Михаил Восленский и другие) высказывали мнение, что в СССР и в других социалистических странах под лозунгом диктатуры пролетариата над пролетариатом сформировался особый слой управляющих, узурпировавший властные полномочия — номенклатура. Этот слой, по мнению исследователей, стал новым эксплуататорским классом, в полном соответствии с предсказаниями оппонентов Маркса.

### Комментарии
1. ↑  По мнению ряда исследователей, Советы всех уровней в СССР не обладали никакой реальной властью и служили лишь декорацией, скрывавшей реальное положение вещей: бесконтрольную власть партийной номенклатуры (Восленский М. С. Номенклатура. Господствующий класс Советского Союза. 1990. Главы 1,3-5,9., Джилас, Милован. Новый класс. 1957. Архивная копия от 14 мая 2010 на Wayback Machine, Авторханов А. Происхождение партократии. Т. 1. ЦК и Ленин. Т. 2. ЦК и Сталин. Франкфурт-на-Майне, 1973.).

Михаил Восленский отмечал:

Центрами принятия решений являются не Советы, столь щедро перечисленные в Конституции СССР, а органы, которые в ней не названы. Это партийные комитеты разных уровней: от ЦК до райкома КПСС. Они и только они принимали все до единого политические решения любого масштаба в СССР.
— Восленский М. С. Номенклатура. Господствующий класс Советского Союза. 1990.
2. ↑  Восленский цитирует мнение известного публициста белой эмиграции, монархиста Василия Шульгина (Восленский, «Номенклатура», стр. 81):

Коммунизм («грабь награбленное» и всё прочее такое) был тот рычаг, которым новые властители сбросили старых. Затем коммунизм сдали в музей, а жизнь входит в старое русло при новых властителях.